# Tangled Up
Tangled Up — четвёртый студийный альбом британской поп-группы Girls Aloud, основанной в 2002 году в ходе английского реалити-шоу Popstars. Диск выпущен в 2007 году, на лейбле Fascination. Спродюсирован Брайаном Хиггинсом.

## Список композиций

### Standard UK Edition
1. Call The Shots - 3:45

2. Close to Love - 3:53

3. Sexy! No, No, No... - 3:18

4. Girl Overboard - 4:11

5. Can't Speak French - 4:04

6. Black Jacks  - 4:20

7. Control of the Knife  - 3:51

8. Fling - 4:13

9. What You Crying For - 3:44

10. I'm Falling  - 4:01

11. Damn - 3:46

12. Crocodile Tears - 4:18

### LTD Fan Edition
- включает в себя композиции с обычного диска + карточки с автографами участниц группы

## Позиции вчартах
| Чарты (2007)                             | Место позиция | Статус  |
| ---------------------------------------- | ------------- | ------- |
| Великобритания                           | 4             | платина |
| Ирландия                                 | 25            | золото  |
| Великобритания - UK Year-End Album Chart | 68            |         |

## Участники записи

### Авторы
- Girls Aloud
- Миранда Купер
- Брайан Хиггинс

### Состав
- Шерил Коул
- Кимберли Уолш
- Сара Хардинг
- Никола Робертс
- Надин Койл